# Debela griža (gradišče)
Debela Griža  je ostalina utrjenega ravninskega gradišča iz bronaste in železne dobe, ki leži na severozahodnem robu vasi Volčji Grad na Krasu. Naselbina je verjetno nastala v 8. stoletju pred našim štetjem. Obzidje utrjenega naselja je vsebovalo najmanj 60.000 kubičnih metrov kamenja in je predstavljalo središče vseh okoliških gradišč. Kamenje je bilo zloženo v enojno in na treh mestih (ob vhodih) dvojno obzidje z zunanjim obsegom okrog 850 m in notranjim obsegom okoli 680 m. Čeprav je lega gradišča precej nižinska, pa so graditelji za dosego učinka višjih zidov spretno izkoriščali okoliške vrtače. 
Znotraj obzidja so ljudje živeli v štirioglatih kočah (ostanki so vidni še danes), grajenih iz kamna ali iz vej, z bivalnim prostorom, ognjiščem in prostorom za shrambo. Ni povsem znano, kdo so bili prvotni prebivalci gradišč; rimski viri navajajo, da so v njih prebivali Histri, ljudstvo ilirskega izvora. Skozi ostanke gradišča še vedno vodi obzidana starodavna pot iz smeri vasi Komen in nato proti jugu.
Današnje ruševine obrambnega zidu so široke od 8 do 15 m in segajo od 2 do 4 m visoko.

## Dostop
Iz vasi Volčji Grad vodita do gradišča makadamska pot mimo hišne številke 6 in druga mimo hišne številke 55. Iz smeri Komna vodi več tisoč let stara, s kamnitim zidom ograjena pot, ki se prične ob čistilni napravi (lokacija: 45°48′31.49″N 13°44′45.61″E / 45.8087472°N 13.7460028°E )
. Mimo Debele Griže vodi tematska učna pot Pot kamna.